# 圣艾蒂安拉列
圣艾蒂安拉列（法語：Saint-Étienne-l'Allier，法語發音：[sɛ̃.t‿etjɛn lalje]）是法国厄尔省的一个市镇，位于该省西北部，属于贝尔奈区。

## 地理
圣艾蒂安拉列（49°15'56"N, 0°33'11"E）面积11.32 平方千米，位于法国诺曼底大区厄尔省，该省份为法国北部内陆省份，北起滨海塞纳省，西接奧恩省和卡爾瓦多斯省，南至厄尔-卢瓦省，东临瓦兹省、瓦兹河谷省和伊夫林省。
与圣艾蒂安拉列接壤的市镇（或旧市镇、城区）包括：圣马丹圣菲尔曼、圣乔治迪维耶夫尔、圣西梅翁、圣皮埃尔代西夫、圣克里斯托夫-叙孔代。

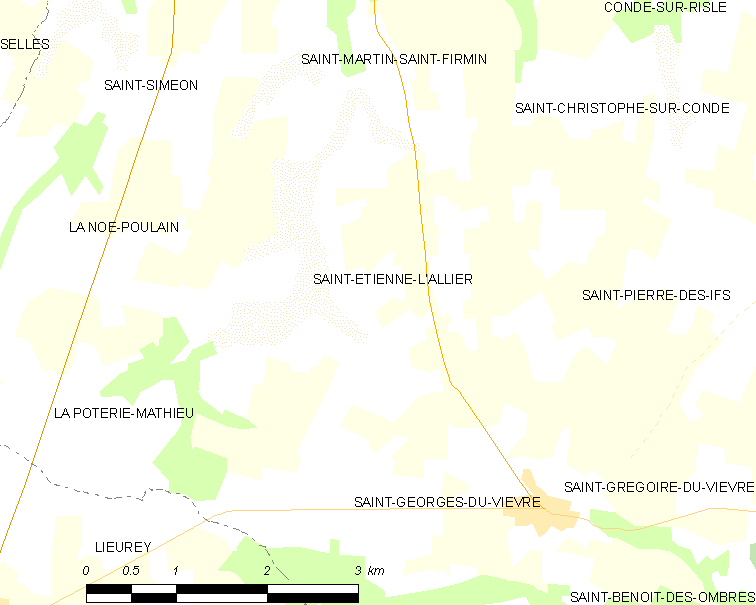
圣艾蒂安拉列的OSM定位图

圣艾蒂安拉列的时区为UTC+01:00、UTC+02:00（夏令时）。

## 行政
圣艾蒂安拉列的邮政编码为27450，INSEE市镇编码为27538。

## 政治
圣艾蒂安拉列所属的省级选区为伯兹维尔县。

## 人口

1962-2008年间圣艾蒂安拉列人口变化图示

圣艾蒂安拉列于2022年1月1日时的人口数量为524人。